# Buck Island (îles Vierges britanniques)
Pour les articles homonymes, voir Buck Island.
Buck Island est une île de l'archipel des îles Vierges britanniques. Elle est située à l'est de l'île principale Tortola. Elle est accessible à marée basse.